# Vidím vás
Vidím vás (v anglickém originále The Watcher) je americký mysteriózní hororový televizní seriál, jehož tvůrci jsou Ryan Murphy a Ian Brennan. Seriál měl premiéru dne 13. října 2022 na Netflixu. Je založen na článku časopisu New York z roku 2018. Původně se mělo jednat o sedmidílnou minisérii, ale v listopadu 2022 byl však seriál obnoven pro druhou řadu.

## Děj
Seriál dokumentuje reálný příběh manželského páru, který je po nastěhování do svého vysněného domu ve Westfieldu v New Jersey obtěžován dopisy stalkera podepsaného jako The Watcher.

## Obsazení

### Hlavní role
- Naomi Wattsová jako Nora Brannocková
- Bobby Cannavale jako Dean Brannock
- Isabel Gravitt jako Ellie Brannocková
- Luke David Blumm jako Carter Brannock
- Jennifer Coolidge jako Karen Calhounová
- Margo Martindale jako Maureen / Mo
- Richard Kind jako Mitch
- Mia Farrowová jako Pearl Winslowová
- Terry Kinney jako Jasper Winslow
- Christopher McDonald jako Det. Rourke Chamberland
- Noma Dumezweni jako Theodora Birch
- Joe Mantello jako William „Bill“ Webster / John Graff
- Henry Hunter Hall jako Dakota

### Vedlejší role
- Michael Nouri jako Roger Kaplan
- Danny Garcia jako Steve
- Seth Gabel jako Andrew Pierce
- Susan Merson jako Tammy
- Seth Barrish jako Jack
- Michael Devine jako Christopher
- Stephanie Kurtzuba jako Helen Graffová
- Matthew Del Negro jako Darren Dunn
- Jeffrey Brooks jako policejní důstojník
- Patricia Black jako Marjorie
- Kate Skinner jako Trish
- Anthony Bowden jako mladý Roger
- Pamela Dunlap jako Carol Flanagan
- Brittany Bradford jako Nina
- Jeff Hiller jako terapeut

## Seznam dílů

### První řada (2022)
| Č. v seriálu | Č. v řadě | Původní název            | Český název      | Režie             | Scénář                                                | Premiéra na Netflixu |
| ------------ | --------- | ------------------------ | ---------------- | ----------------- | ----------------------------------------------------- | -------------------- |
| 1            | 1         | Welcome, Friends         | Vítejte, přátelé | Ryan Murphy       | Ryan Murphy a Ian Brennan                             | 13. října 2022       |
| 2            | 2         | Blood Sacrifice          | Krvavá oběť      | Paris Barclay     | Ryan Murphy a Ian Brennan                             | 13. října 2022       |
| 3            | 3         | Götterdämmerung          | Götterdämmerung  | Ryan Murphy       | Ryan Murphy a Ian Brennan                             | 13. října 2022       |
| 4            | 4         | Someone to Watch Over Me | Někdo mě hlídá   | Paris Barclay     | Ryan Murphy a Ian Brennan                             | 13. října 2022       |
| 5            | 5         | Occam's Razor            | Occamova břitva  | Jennifer Lynchová | Ryan Murphy a Ian Brennan                             | 13. října 2022       |
| 6            | 6         | The Gloaming             | Soumrak          | Max Winkler       | Ian Brennan a Reilly Smith                            | 13. října 2022       |
| 7            | 7         | Haunting                 | Děs              | Jennifer Lynchová | Ian Brennan, Reilly Smith a Todd Kubrak a Ryan Murphy | 13. října 2022       |

### Druhá řada
V listopadu 2022 byl seriál obnoven pro druhou řadu.